# Élections législatives japonaises de 1949
Les élections législatives japonaises à la Chambre des représentants se déroulent au Japon le 23 janvier 1949.

## Résultats
|                      |                                            |            |        |        |               |
| Partis               | Partis                                     | Voix       | %      | Sièges | +/-           |
|                      | Parti démocrate libéral                    | 13 420 269 | 43,87  | 264    | Nouveau       |
|                      | Parti démocrate                            | 4 798 352  | 15,68  | 69     | 55            |
|                      | Parti socialiste japonais                  | 4 129 794  | 13,50  | 48     | 95            |
|                      | Parti communiste japonais                  | 2 984 780  | 9,76   | 35     | 31            |
|                      | Parti national de la coopération           | 1 041 879  | 3,41   | 14     | 17            |
|                      | Parti des travailleurs et des agriculteurs | 606 840    | 1,98   | 7      | Nouveau       |
|                      | Autres                                     | 1 602 496  | 5,24   | 17     | en stagnation |
|                      | Indépendants                               | 2 008 109  | 6,56   | 12     | en stagnation |
|                      |                                            |            |        |        |               |
| Inscrits             | Inscrits                                   | 42 105 300 | 100,00 | 466    | 2             |
| Votants              | Votants                                    | 31 174 957 | 74,04  |        |               |
| Abstention           | Abstention                                 | 25 651 409 | 25,96  |        |               |
| Votes blancs et nuls | Votes blancs et nuls                       | 582 438    | 1,38   |        |               |
| Votes exprimés       | Votes exprimés                             | 30 592 519 | 72,66  |        |               |